# 영남원림

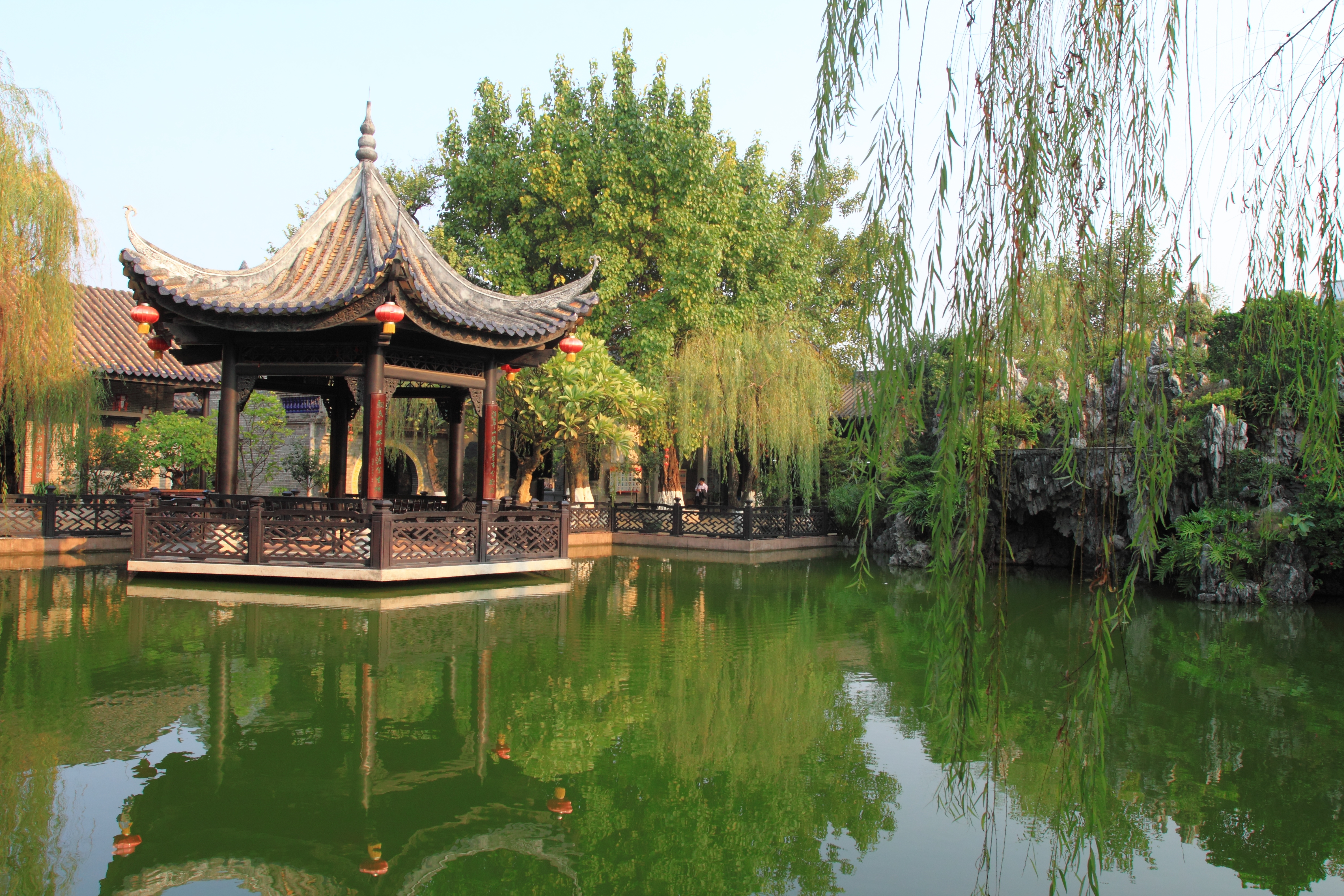
영남원림

영남원림(嶺南園林) 또는 링난정원(Lingnan garden)은 영남(링난, 즉 전통적으로 광동 지방인 광둥성, 중국 남부 광시성)에 기반을 둔 정원 디자인 스타일이다. 장난정원(예: 쑤저우 고전원림), 쓰촨정원과 함께 중국 정원의 주요 스타일 중 하나이다.
영남 지역은 난링산맥 남쪽에 위치하며 푸젠성 남부, 광둥성, 광시성에 걸쳐 있다. 이 지역의 광범위한 강망, 강한 햇빛, 규칙적인 몬순은 무성한 아열대 자연 경관에 기여한다. 이러한 풍부한 자연 경관을 바탕으로 영남 사람들은 다른 한족 지역의 정원과 구별되는 풍부하고 다채로운 스타일의 전통 정원을 만들 수 있었다.

## 같이 보기
- 일본 정원
- 한국의 정원
- 중국 정원